# Schwarzplan

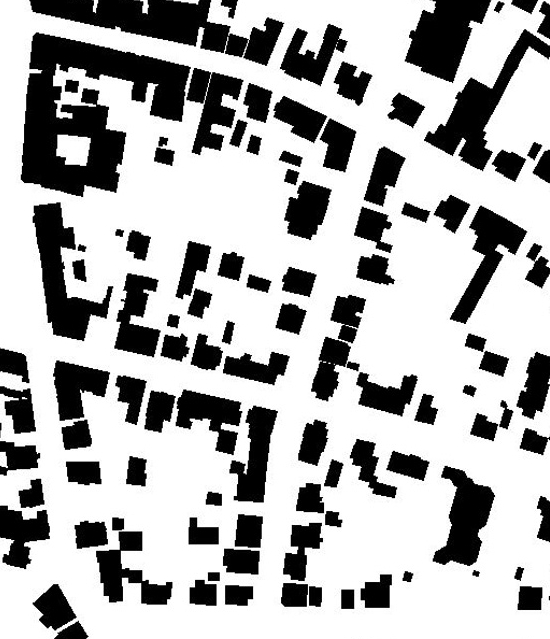
Černě budovy, bíle nezastavěný prostor nebo komunikace

Švarcplán hlavního města Německa – Berlína

Schwarzplan (z němčiny: „černý plán") či švarcplán je dvojrozměrná mapa zobrazující vztah mezi zastavěným a nezastavěným prostorem. Je používána jako nástroj při navrhování i rozvoji měst či sídel i jednotlivých budov. Na mapě tohoto druhu bývají černě zakresleny budovy, které jasně ukazují strukturu osídlení a naznačují, kde se nachází například centra měst. Využívají se k zobrazování nových návrhů ve stávajících územích, aby bylo jasně vidět, jestli nové stavby odpovídají měřítku, nasměrování či liniím dosavadní zástavby.
Za jedno z prvních znázornění tohoto typu (či jeho předchůdce) se považuje plán La Nuova Topografia di Roma (Nová topografie Říma) – „Nolliho plán" od Giovanniho Battisty Nolliho z roku 1748.